# مركز الدراسات الاستراتيجية (الجامعة الأردنية)
مركز الدراسات الاستراتيجية، هو مركز دراسات إستراتيجية يهدف إلى إجراء الدراسات والبحوث وذلك ضمن المجالات السياسية والعسكرية والاقتصادية والاجتماعية بما يختص يالقضايا التي تهم المملكة الأردنية والوطن العربي وتتصل بأمن المنطقة وتؤثر في مستقبلها، كما يقوم المركز بإجراء استطلاعات الرأي بهدف تزويد الباحثين وصانعي القرار بالبيانات والمعطيات المهمة، وتنظيم فعاليات وأنشطة مرتبطة باحداث معينة مثل الندوات والمؤتمرات. ويمارس المركز مهامه وصلاحياته انطلاقا من تعليمات مركز الدراسات الاستراتيجية في الجامعة الأردنية.

## التأسيس
تأسس المركز في العام 1984 بإرادة ملكية، كوحدة أكاديمية في الجامعة الأردنية تعنى في المقام الأول بإجراء الدراسات والبحوث في مجال النـزاعات الإقليمية والعلاقــات الدولية والأمن، ويعنى أيضا بإجراء الدراسات والبحوث في النواحي السياسية والعسكرية والاقتصادية والاجتماعية للقضايا التي تهم الأردن والوطن العربي وتتصل بأمن المنطقة وتؤثر في مستقبلها، إضافة إلى إجراء استطلاعات الرأي بهدف تزويد الباحثين وصانعي القرار بالبيانات والمعطيات المطلوبة، وتنظيم الفعاليات والأنشطة مثل الندوات والمؤتمرات. وبما رس المركز المهام والصلاحيات المنصوص عليها في تعليمات مركز الدراسات الاستراتيجية في الجامعة الأردنية وتعديلاتها.
و مع حلول سنة 1989 وسع المركز أنشطته لتشمل التخطيط والبحث في ميادين جديدة هي: الديمقراطية والتعددية السياسية والتنمية والبيئة. وخلال العقد الماضي نظم المركز عددا من الندوات والمؤتمرات وأجرى العديد من استطلاعات الرأي بهدف تزويد الباحثين وصانعي القرار بالبيانات والمعطيات التي لم تكن لتتوفر لهم بوسائل أخرى.

## مهام المركز
يقوم المركز بالتواصل مع الجهات المانحة وإيجاد المصادر التمويلية وتأمين التمويل اللازم لتنفيذ برامج المركز ومشاريعه، كما يعمل على تقديم خدمات موجهة للمجتمع الأردني والعربي وفقاً للإمكانات المتاحة، ويسعى كذلك للمشاركة في المؤتمرات والفعاليات واللقاءات المحلية والعربية والدولية ذات الصلة بأعمال المركز.

## إنجازات المركز
أنجز المركز منذ تأسسيه عددا كبيرا من الدراسات والبحوث والمؤتمرات والندوات واستطلاعات الرأي وأوراق دراسية وورش عمل دراسية وتدريبية، ونفذ مشاريع ودراسات محلية وإقليمية تركزت، في مجملها، على قضايا معاصرة في مجالات حيوية وأساسية من البحث السياسي، والاجتماعي، والاقتصادي، بناءً على مؤشرات الدفاع والأمن الوطني، الشؤون الدولية، التعليم، الاقتصاد والتنمية والتكنولوجيا والابتكار والإبداع، الطاقة والبيئة، السياسة الاجتماعية والحاكمية الرشيدة والنزاهة والتأثير في السياسة العامة، التعاون المؤسسي والإدارة والتنظيم، كل ذلك جاء بانتهاج أساليب البحث العلمي في الدراسات واستطلاعات الرأي والتقارير، عقد المؤتمرات والندوات.

### ورشات عمل
- ورشة عمل تركيا والمعضلة السورية
- بعد العدوان على غزة: التداعيات الاستراتيجية على الأردن وفلسطين
- العلاقات التركية الأردنية
- «قانون ضريبة الدخل المعدل لسنة 2014»
- «المساعدة الديمقراطية في ظل ضيق الميزانيات والاضطرابات الإقليمية: نهج الاتحاد الأوروبي والولايات المتحدة تجاه الأردن والمنطقة»
- ورشة عمل حول قانون الضريبة الجديد للعام 2013
- الحاكمية في التعليم العالي في الأردن
- الربيع العربي: ماذا حدث خطاً

### مشاريع
- إطلاق مشروع سيناريوهات الأردن 2030

## وصلات خارجية
الموقع الرسمي: http://jcss.org/